# Déportations des Finlandais ingriens

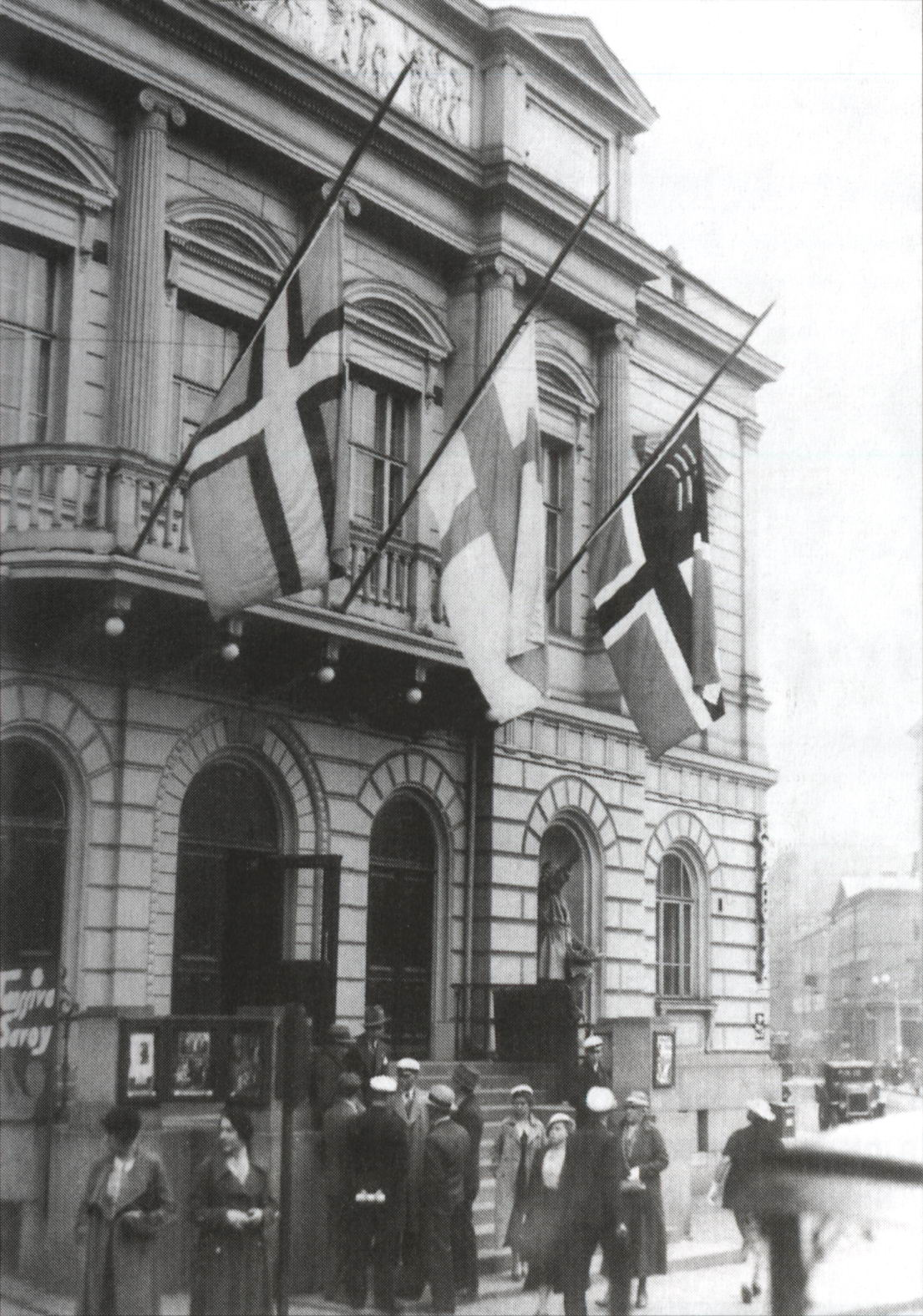
Drapeaux de l'Ingrie, de la Finlande et de la Carélie orientale en berne pour protester contre les déportations à l'ancienne maison des étudiants d’Helsinki en 1934.

Les déportations des Finlandais ingriens sont une série de déportations massives de la population finlandaise ingrienne par les autorités soviétiques. Des déportations ont eu lieu de la fin des années 1920 à la fin de la Seconde Guerre mondiale.
Elles font partie du génocide des Finnois d'Ingrie.

## Contexte
Les Finlandais luthériens vivent en Ingrie depuis plus de 400 ans, depuis la période de domination suédoise. Ils immigrèrent de Finlande et de l'isthme de Carélie et commencèrent finalement à se désigner comme des Finlandais ingriens,. En 1919, la population des Finlandais ingriens s'élèvent à 132 000 habitants en Ingrie et 10 000 autres à Petrograd. Le traité de paix finno-soviétique de 1920 avait accordé aux Finlandais ingriens une certaine autonomie nationale. Un district national est formé en 1928 et le finnois est utilisé dans les écoles, la radio et l'administration.

## Déportations
La répression soviétique des Finlandais ingriens débute en même temps que la collectivisation forcée en Union soviétique en 1928. Entre 1929 et 1931, les autorités soviétiques expulsent 18 000 personnes des zones proches de la frontière finlandaise, représentant jusqu'à 16% de la population totale des Finnois ingriens. Tous les Finlandais restants dans quatre paroisses frontalières sont déportés en 1936 et remplacés par des Russes. En 1937, toutes les écoles de langue finnoise, les publications, les émissions et les églises luthériennes ingriennes sont fermées. Au cours de l'opération finlandaise du NKVD, 4 000 Finlandais ingriens sont abattus et plus de 10 000 déportés dans des camps de détention. En 1939, la population finlandaise ingrienne avait diminué à environ 115 000, représentant une réduction d'environ 10% par rapport aux chiffres de la population de 1926. Le district national ingrien finnois fut également aboli.
À la suite de l'invasion allemande de l'Union soviétique et du début du blocus de Leningrad, au début de 1942, les 20 000 Finlandais ingriens restant dans le territoire contrôlé par les Soviétiques sont déportés en Sibérie. La plupart des Finlandais ingriens avec les Votes et Izhorians vivant dans le territoire occupé par l'Allemagne sont évacués vers la Finlande en 1943-1944. Après la demande de paix de la Finlande, elle est forcée de renvoyer les évacués. Les autorités soviétiques interdisent la réinstallation en Ingrie des 55 733 personnes et les déportent vers les régions centrales de la Russie,. Les principales régions de colonisation forcée des Finlandais ingriens étaient les régions intérieures de la Sibérie, de la Russie centrale et du Tadjikistan.

## Conséquences
Les déportations conduisent à l'assimilation ethnique rapide des Finlandais ingriens. Après 1956, le retour en Ingrie est officiellement autorisé mais rendu irréalisable dans la pratique ; en conséquence, beaucoup s'installeront dans les régions finnoises voisines d'Estonie et de Carélie. En 1989, 18 000 Finlandais peuplent l'Ingrie et Leningrad, et 67 813 dans tout l'URSS, avec seulement 34,7 % déclarant le finnois comme langue principale. Les Ingriens et les autres Finlandais ne seront pas différenciés dans le recensement officiel. Avec l'effondrement de l'Union soviétique, des tentatives commencèrent à faire revivre la vie culturelle finlandaise ingrienne en Ingrie, mais en même temps, beaucoup d'entre eux s'installèrent en Finlande.